# Марченко Надія Яківна
Надія Яківна Марченко (1922, село Троїцьке, тепер П'ятихатського району Дніпропетровської області — ?) — українська радянська діячка, вчителька Лихівської середньої школи № 1 Лихівського району Дніпропетровської області. Депутат Верховної Ради СРСР 4-го скликання.

## Життєпис
Народилася в селянській родині. З 1930 по 1940 рік навчалася в середній школі Лихівського району Дніпропетровської області.
У 1940—1941 роках — студентка мовно-літературного факультету Мелітопольського педагогічного інституту Запорізької області.
Під час німецько-радянської війни була евакуйована на станцію Котлубань Сталінградської області РРФСР. Працювала стрілочницею на залізниці. У 1942 році переїхала до села Мельниково Алтайського краю, де працювала вчителькою російської мови і літератури в місцевій семирічній школі.
У 1944 році повернулася на Дніпропетровщину. Працювала вчителькою української мови і літератури в семирічних школах сіл Ганнівки, Холодіївки, Володимирівки та Лихівки Дніпропетровської області.
У 1951 році заочно закінчила мовно-літературний факультет Криворізького педагогічного інституту Дніпропетровської області.
З 1951 року — вчителька української мови і літератури Лихівської середньої школи № 1 Лихівського (тепер — П'ятихатського) району Дніпропетровської області. Керувала гуртком художньої самодіяльності.